# Wouro Mbay
Wouro Mbay ou Wouro Mbadi est un village de la Région du Nord du Cameroun. Il est situé dans l'arrondissement de Poli dans le département du Faro.
Le village fait partie du lamidat de Voko et compte 245 habitants en 2005